# Lloro de Meyer
El lloro de Meyer (Poicephalus meyeri) és una espècie d'ocell de la família dels psitàcids que habita sabanes, boscos de ribera, matolls i terres de conreu de la zona del Llac Txad cap a l'est fins a Eritrea i cap al sud, a través de l'est de la República Democràtica del Congo i l'oest de Kenya i Tanzània, fins al nord de Namíbia, Botswana i Zimbàbue.